# Червенокрил родопехус
Червенокрил родопехус (Rhodopechys sanguineus) е вид птица от семейство Чинкови (Fringillidae).

## Разпространение
Видът е разпространен в Афганистан, Армения, Азербайджан, Грузия, Иран, Ирак, Израел, Китай, Казахстан, Киргизстан, Ливан, Палестина, Русия, Сирия, Таджикистан, Турция, Туркменистан и Узбекистан.